# Lundakarnevalen 2006

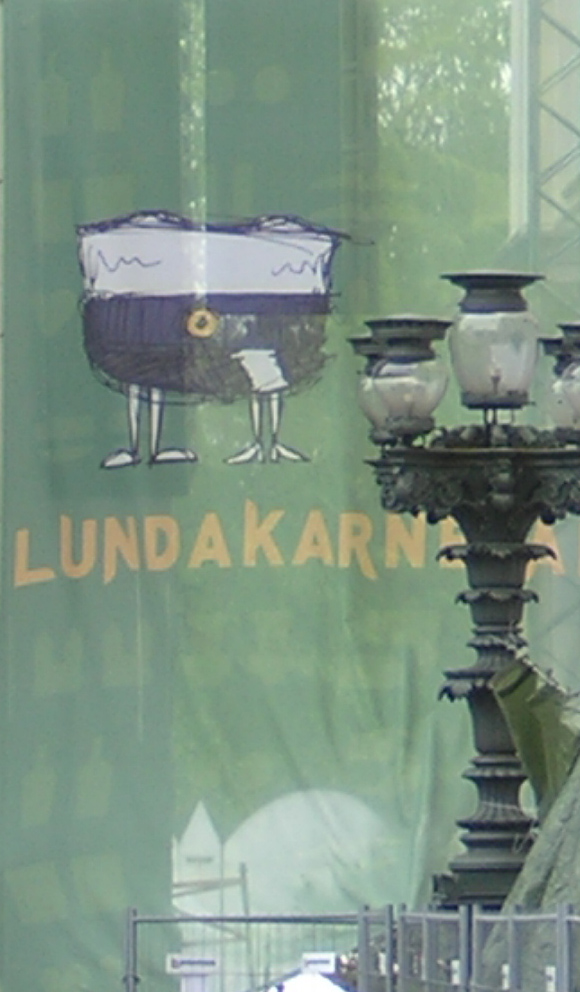
Högra sidan av Stora scenen på Universitetsplatsen

Lundakarnevalen 2006 hölls den 19-21 maj 2006 i den skånska staden Lund. Temat för 2006 års karneval var "Dualkarneval". 
I samband med Lundakarnevalen ordnar också många nationer i Lund egna fester. 2006 ordnades bland annat Kolossalkarneval på Kalmar nation, Globalkarneval på Lunds nation, Valkarneval på Östgöta nation, Rock in Rio på Göteborgs nation och Festivalkarneval på Blekingska nationen.

## Tidslinje
Planeringen av karnevalen inleddes redan 1 maj 2003, då en utredning påbörjades. 1 november 2004 började Valberedningens arbete, och 1 december presenterades karnevalsutredningen. 14 december ägde det första invalet till Karnevalskommittén rum. Då beslutade man även att man skulle ha karneval år 2006. 14 februari och 29 mars 2005 gjordes fler inval till Karnevalskommittén. 19 maj 2005 började nedräkningen, och 5 februari 2006 var det upprop.
4 mars hölls förfesten Karneveljen för alla karnevalister på Viktoriastadion i Lund. Kvällen bestod bland annat av en fartfylld show med generalskamp, godbitar från 2002 och många andra tokigheter. Konferencierer var Erik Sillén och Eva Lindqvist som dualtemat till ära bytte kön i pausen. Efter showen förvandlades Viktoriastadion till Lunds största dansgolv med 4000 discodansare.
6 april släpptes karnevalstidningen 2006, JODÅ så att..., som den 8 april, den så kallade "Krängardagen", såldes i 30 000 exemplar över hela Skåne. 21 april var det premiär för karnevalsfilmen Sigillet, och 30 april var det sillafrukost på Mårtenstorget. Karnevalsspelet 8 bitar släpptes 5 maj, och 6 maj hölls förkarneval på Sankt Hans backar. Dagen därpå var Konstifikets tavelmålardag på Athen.
Den 19-21 maj hölls karnevalen, och 30 september 2006 var det efterkarneval på Victoriastadion.

## Karnevalsdataspelet 2006 - 8-bitar
8 Bitar - Jakten på karnevalsbiljetten är ett äventyrsspel som utvecklades till Lundakarnevalen 2006 av 25 glada karnevalister. Det släpptes den 5 maj 2006 med buller och bång i LDC:s gamla lokaler vid Matematikcentrum i Lund.  http://www.salmiakmedia.se/2009/07/8-bitar-karnevalsdataspelet-2006/

### Karaktärer
Spelet är fullt av spännande personer, men här är några riktiga highlights.
- Studenten Man väljer i början om man vill vara en kvinna eller man och vad man vill heta.
- Offret Det underbara ragget som du hoppas få lära känna ordentligt.
- Jimmy Karavas Tennislärare i Lund
- Fredrik Tersmeden Det han inte kan om studentlund, är inte värt att veta.
- Edilen AF-borgens vaktmästare, vid tillfället Torbjörn Vixe.
- Generalen Karnevalsgeneral Erik Dahlgren.
- Göran Bexell Rector magnificus på Lunds universitet 2006.
- Stellan Hagmalm (med fru) Mannen som skanderar i Lund om Palmemordet.
- Jätten Finn Tvåbarnsfar som har svårt att komma överens med kyrkväsendet.
- Barnevals-Arne Alla småglins favorit.
- Universitetslejonet Boven i dramat.

### Handling
Sent en kväll träffar du en riktig pudding. Du ber om personens nummer och får tillbaka en liten bit av en biljett till Lundakarnevalen 2006 och svaret "Hitta resten av bitarna, så ses vi där." Allt är ett test av din studentikositet.
Jakten för dig genom en massa utmaningar, från tentor till ett omöjligt möte med CSN. Mot slutet hamnar din nya vän i en riktigt knipa som endast du kan lösa.

### Kul att veta och easter eggs

#### Sexualitet
I början av spelet så väljer man om man är tjej eller kille. Med 10% sannolikhet kommer din figur att vara homosexuell och stöta på någon av samma kön i baren.

#### Valet av namn
- Hilbert Universitetshuset blir orange. Detta beror på ett beslut som fattades på sektionen för Teknisk Fysik 2005 att måla Universitetshuset orange (sektionens färg.)
- Rosa pantern Du får operera en rosa bil i operationsspelet.
- Sylvester Spela som kille och bli garanterat homosexuell.
- Efva Spela som tjej och bli garanterat homosexuell.

#### Ute i Lund
- Håll nere höger/vänster alternativt uppåt/nedåt ett tag så börjar spelaren skaka för att till slut explodera och ligga och dödskrampa tills du släpper knapparna.

- Tryck upp, upp, ner, ner, vänster, höger, vänster, höger, B, A så kan du skjuta eld med S. Med hjälp av elden kan du ta ölburkar.

- Tryck upp, upp, ner, ner, vänster, höger, vänster, höger, F, D så kan du skjuta större eld med S. Med hjälp av elden kan du ta ölburkar.

- Om du lyckas fånga Barnevals-Arne (det går om man lurar in honom i ett hörn) och snackar med honom, så kan han berätta en hemlighet för dig.

- Ring 141592 så kommer lodisen ge dig en jävla massa decimaler på pi när hon är nöjd (dvs när hon har fått 162 burkar).

- Ring 112 så kommer du till Via Direkt och får tips om blodfläckar.

- Ring 021124535 eller 046152502 eller 0736576458 eller 040410958 eller 046397737 så tutar det upptaget.

- Ta biljettbitarna i följande ordning så kommer namnen som fångas med håv i Credits att presenteras baklänges ("nossrannuG derflA" etc.).

1. Hemma
2. Dansspelet
3. UB
4. Gravvalvet
5. Lodisen
6. Finn
7. Professorn
8. Pong

- Skriv FUND under en sekund(?) så får du 10000(?) dollar (som du mig veterligen inte har den minsta glädje av). Kan bara göras en gång.

- Om man följer järnvägen norr ut till en glänta i skogen (som ligger under ordet Lund på den lilla kartan) så kommer man till en trollkar. Snacka med honom så ska du få se!

#### I Sudokuspelet
- Ha 300 burkar i mössan när du går in i tentasalen så kommer du istället för skrivljud när du sätter dit en siffra få ett lodisljud ("itt, tvao osv.).

- Skriv MARJASIN under en sekund så byts siffrorna ut, exempelvis alla 1 blir 3, alla 2 blir 7, alla 3 blir 2, etc. Sudokun kommer fortfarande vara lösbar.

- Skriv SUPERSIGVARD under två sekunder så byter en massa kolonner och rader plats med varandra. Sudokun kommer fortfarande vara lösbar.

#### Köttbullespelet
- Om man lyckas komma tillräckligt långt ut till vänster (springa åt vänster och sedan trycka höger precis innan man normalt sett skulle stanna - svårt att lyckas med) så byts kocken ut mot Farmor.

#### Finalspelet
- Om man trycker "0" efter att man besegrat lejonet byts jorden ut mot symbolen för elektrisk jord.